# Rhinella achavali
Rhinella achavali é uma espécie de anfíbio da família Bufonidae. Pode ser encontrada no Uruguai e no Brasil (Rio Grande do Sul).